# Alebroides haculus
Alebroides haculus är en insektsart som beskrevs av Irena Dworakowska 1997. Alebroides haculus ingår i släktet Alebroides och familjen dvärgstritar. Inga underarter finns listade i Catalogue of Life.